# Немановци
Немановци је мало приградско насеље (заселак) у области Новог Сада. Он се налази између Новог Сада, Ченеја, и Каћа. Немановци се не сматра као посебно насеље у попису, већ као део Ченеја, који се налази на око 10 км. раздаљине. Међутим, Немановци, заједно са оближњим Пејићевим Салашима, има своју месну заједницу по имену Пејићеви Салаши–Немановци. У попису у јануару 2014. године, локална заједница је бројала 311 становника у 64 куће.